# BRIT Awards 2000
La XX edizione dei BRIT Awards si tenne nel 2000 presso l'Earls Court. Lo show venne condotto da Davina McCall.

## Vincitori
- Miglior album dal vivo per numero di vendite: Steps
- Migliore colonna sonora: "Notting Hill"
- Miglior album britannico: Travis – "The Man Who"
- Rivelazione britannica: S Club 7
- British dance act: The Chemical Brothers
- Cantante femminile britannica: Beth Orton
- Gruppo britannico: Travis
- Cantante maschile britannico: Tom Jones
- Singolo britannico: Robbie Williams – "She's the One"
- British video: Robbie Williams – "She's the One"
- Rivelazione internazionale: Macy Gray
- International female: Macy Gray
- Gruppo internazionale: TLC
- International male: Beck
- Outstanding contribution: Spice Girls
- Pop act: Five